# Plóter

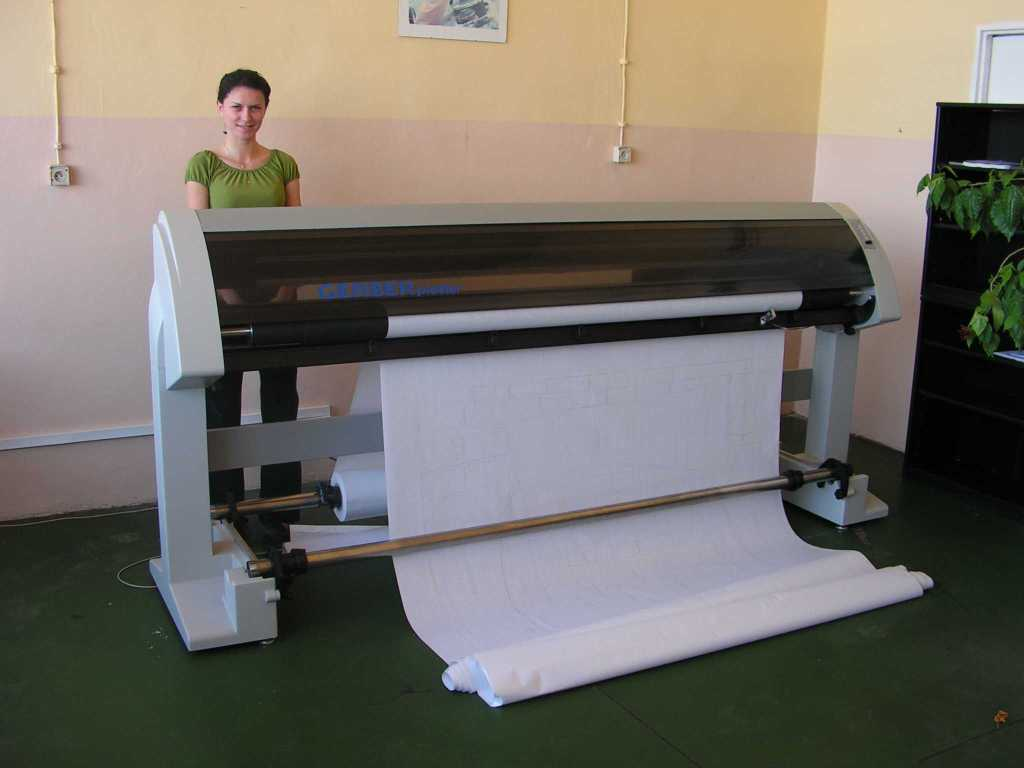
Trazador de inyección de tinta.

Un plóter, ploteadora o trazador gráfico es una máquina que se utiliza junto con el ordenador e imprime en forma lineal.
Se utilizan en diversos campos: ciencias, ingeniería, diseño, arquitectura, etc. Muchos son monocromáticos o de 4 colores, aunque también hay de ocho y doce colores.
Actualmente son frecuentes los de inyección, que tienen mayor facilidad para realizar dibujos no lineales y policromos, son silenciosos, más rápidos y más precisos.
Las dimensiones de los plóteres no son uniformes. Para gráficos profesionales, se emplean plóters de hasta 157 cm de ancho, mientras que para otros no tan complejos, son de 91 a 121 cm.

## Origen
Los primeros trazadores comerciales datan de la década de 1970. Muy similares a las impresoras de agujas, se servían de un cabezal con una matriz de 5x7 puntos que les servía para dibujar caracteres sobre un papel en la posición deseada, pudiéndose formar dibujos sencillos con estos caracteres. Hacia 1985, los cabezales habían mejorado hasta una matriz de 24x24. A mediados de los años 1980 se generalizaron los trazadores de plumillas, capaces de reproducir líneas definidas vectorialmente, que desplazaron rápidamente a los antiguos trazadores de agujas. El precedente de este tipo de trazadores fueron los trazadores de rodillo lanzados por Calcomp en 1958, que consistían en un papel ranurado que se movía gracias al giro del cilindro sobre el que estaba montado, mientras que un útil de escritura se desplazaba lateralmente sobre una de sus generatrices. Las empresas Hewlett Packard y Tektronix produjeron trazadores basados en el mismo principio durante las décadas de 1960 y 1970. Los años 1990 vieron la aparición de primitivos dispositivos electrolíticos que utilizaban tóner líquido, rápidamente desplazados por los trazadores de chorro de tinta. El avance de las técnicas de digitalización de imagen han permitido combinar xerocopiadoras y trazadores en la misma máquina, siendo la técnica más ampliamente utilizada desde los años 2000.

## Trazadores de plumas
Estos trazadores imprimen su salida moviendo una pluma sobre la superficie de un pedazo de papel, limitados, por tanto, en la práctica al dibujo lineal. Pueden dibujar trazos complejos pero de manera muy lenta debido al movimiento mecánico de las plumas. Estos trazadores no son adecuados para crear regiones rellenas pues necesita hacerlo repitiendo pasadas con la pluma, por lo que esta dura poco y, además, el resultado no es muy satisfactorio. Sí puede rellenar un área dibujando una trama de líneas paralelas, paralelas cruzadas, y los distintos tipos de rayados utilizados en delineación.
Suelen tener un tambor con diferentes plumillas para poder cambiar la anchura y el color de los trazos.
El movimiento de la pluma se realiza mediante dos motores paso a paso: eje X y eje Y. El del eje X mueve las plumillas a lo ancho del papel, mientras que el del eje Y puede adoptar dos variaciones:
- Mueve la plumilla verticalmente. Esto se hace en los trazadores pequeños, de tamaño A4 y similares. Son modelos de sobremesa, algunos de los cuales admiten herramientas como brocas o punteros láser para realizar trabajos en plásticos y otros materiales.
- Mueve el papel. Es la técnica más utilizada, tanto si el papel va en rollo como si son hojas sueltas.

## Plóter de corte
Un caso particular es el plóter de corte, que corta un medio adhesivo que luego se fijará a otra superficie, desde camisetas, paredes o cristales y/o carrocerías.
En vez de usar plumillas para dibujar sobre una superficie, se usan cuchillas. Un cabezal con una fina cuchilla, se desplaza sobre la superficie. Generalmente se usa 'vinilo' adhesivo de diferentes colores. Para obtener formas concretas. Muy usado sobre todo en publicidad exterior.

## Papel
Utiliza cualquier tipo de hojas.

## Control
Actualmente los trazadores gráficos suelen ser compartidos por varias computadoras y se controlan mediante una interfaz Ethernet o similar. Además pueden tener una entrada serie, RS-232, más que nada por compatibilidad con modelos antiguos.
Para aplicaciones especiales, también existen con interfaz GPIB, Centronics, etc.
El dibujo se realiza mediante algún lenguaje descriptor de gráficos, como HPGL (HP), Postscript (Adobe), etc. También los hay que aceptan directamente cierto número de formatos gráficos, como JPEG, DXF, etc., de modo que simplemente hay que enviar el fichero al plóter.
Tradicionalmente, las impresoras se orientan a la impresión de textos. Esto las hace bastante fáciles de controlar, siendo suficiente el simple envío del texto a la impresora para generar una página impresa. No ocurre lo mismo con los dibujos de los plóteres, para los que se han definidos una serie de lenguajes de descripción de páginas que incluyen información detallada del estilo de "dibujar una línea desde el punto A al punto B". Los dos lenguajes de control de plóteres basados en ASCII más comunes son HPGL2 de Hewlett Packard y DPML de Houston Instruments, con órdenes como "PA 3000, 2000; PD".
Los programadores de FORTRAN o BASIC normalmente no programaban estas instrucciones directamente, sino que usaban paquetes de software tales como la librería Calcomp, o paquetes gráficos independientes de dispositivo como las librerías AGL de Hewlett-Packard o las extensiones BASIC y paquetes de alto nivel tales como DIsSPLA. Con ellas se establecían factores de escala del mundo real al dispositivo, y se traducían las instrucciones al bajo nivel de los comandos del dispositivo. En el BASIC del HP 9830 era más sencillo escribir un programa de ploteo que hoy en C#.NET. Por ejemplo, para dibujar X*X, el programa sería:
```
10 ESCALA -1,1,1,1
20 PARA X =-1 to 1 PASO 0.1
30 PLOT X, X*X
40 SIGUIENTE X
50 PEN
60 FIN
70 SEM X =1,1
```

Los primeros trazadores (por ejemplo el Calcomp 565 de 1959) trabajaban colocando el papel sobre un rodillo que movía el papel hacia adelante y hacia atrás para el movimiento de X, mientras que la pluma se movía hacia adelante y hacia atrás deslizando sobre un brazo fijo situado por encima de una generatriz del cilindro para el movimiento de Y. Otro método (por ejemplo el I interactivo de Computervision) unía bolígrafos a los pantógrafos de bosquejo, guiados con los motores controlados por la computadora. Esto tenía la desventaja de que el movimiento era lento y requería un espacio igual al tamaño del papel. Un cambio final fue la adición de una abrazadera controlada eléctricamente para sostener las plumas, que permitía cambiarlas para crear así una salida en varios colores.
En la década de 1980 los trazadores “domésticos” llegaron a ser populares para dibujar gráficos generados por computadora. Pero su poca velocidad significaba que no eran útiles para los propósitos de impresión generales, y haciendo necesario contar con otra impresora convencional para esos trabajos. Con la popularización de las impresoras de inyección de tinta de alta resolución y de las impresoras láser, los trazadores de pequeño formato prácticamente han desaparecido del mercado.
Los trazadores también fueron utilizados en máquinas automáticas para imprimir tarjetas personalizadas, que estuvieron disponibles durante algún tiempo en los supermercados.
Los trazadores se utilizan sobre todo en dibujo técnico y otros usos del CAD, donde tienen la ventaja de poder trabajar con tamaños de papel muy grandes, a la vez que mantienen una alta resolución. Otro uso ha sido encontrado sustituyendo la pluma por un cortador, y en esta forma los trazadores se pueden encontrar en talleres de patronaje de ropa.
Otro uso para los trazadores consiste en crear imágenes táctiles para discapacitados visuales en un papel térmico especial.
En muchos casos, hoy los trazadores han sido suplantados por las impresoras de inyección de tinta de gran formato. Aunque a menudo se las denomine informalmente trazadores, estrictamente no coinciden en sus características básicas, aunque han suplantado en gran medida a los clásicos trazadores de cabezales que se desplazan sobre el papel.